# 오픈텍스트 데이터 프로텍터
오픈텍스트 데이터 프로텍터(OpenText Data Protector, HP 데이터 프로텍터, HP Data Protector, 원 명칭: 옴니백, Omniback) 또는 데이터 프로텍터(Data Protector)은 단일 서버-엔터프라이즈 환경을 위한 자동화된 백업 및 복구 소프트웨어이다. 디스크 스토리지나 테이프 스토리지 대상을 지원한다. 마이크로소프트 윈도우, 유닉스, 리눅스 운영 체제를 위한 크로스 플랫폼의 온라인 데이터 백업을 제공한다. 옴니백이라는 이름을 사용한 마지막 버전은 버전 4.1이며 2004년 은퇴했다.

## 역사
휴렛 팩커드가 아폴로 컴퓨터를 1989년 인수했을 당시 아폴로 컴퓨터는 이미 당시 시장에 판매되었던 "옴니백 네트워크 백업 시스템"(OmniBack Network Backup System)이라는 제목의 백업 시스템을 개발해 놓은 상황이었다. HP는 개개의 파일과 로우 디스크 파티션들을 백업할 목적으로 이 제품을 "옴니백"(Omniback)이라는 이름으로 개발을 계속해나갔다. 관련은 있지만 구별되는 제품인 "옴니백/터보"(OmniBack/Turbo)는 데이터베이스 백업을 목적으로 개발되었다.